# Bona Zuria
Bona Zuria est un woreda de la région Sidama, en Éthiopie. Bona Zuria est bordé au sud par la région Oromia, à l'ouest par Hula, au nord-ouest par Bursa, au nord par Arbegona, et à l'est par Bensa. Ce woreda s'est détaché d'Arbegona et de Hula[à vérifier] avant le recensement national de 2007. Sa principale ville est Bona.

## Données démographiques
D'après le recensement de 2007 mené par l'agence centrale de statistique, ce woreda compte 121 236 habitants dont 6 016 citadins, soit 2,5 % de sa population. Environ 92 % des habitants sont protestants, 3 % sont orthodoxes, près de 2 % sont catholiques et 1,5 % sont musulmans.
En 2022, la population du woreda est estimée à 166 043 personnes avec une densité de population de 722 personnes par km2 et 230 km2 de superficie,.

## Agglomérations
Bona, qui a 6 016 habitants en 2007, est la seule agglomération recensée dans le woreda.
Située vers 2 000 m d'altitude, une trentaine de kilomètres à l'est d'Hagere Selam, elle peut aussi s'appeler Bona Qabelanka, ou K'ebalenka.